# St. Gallus (Ötlingen)

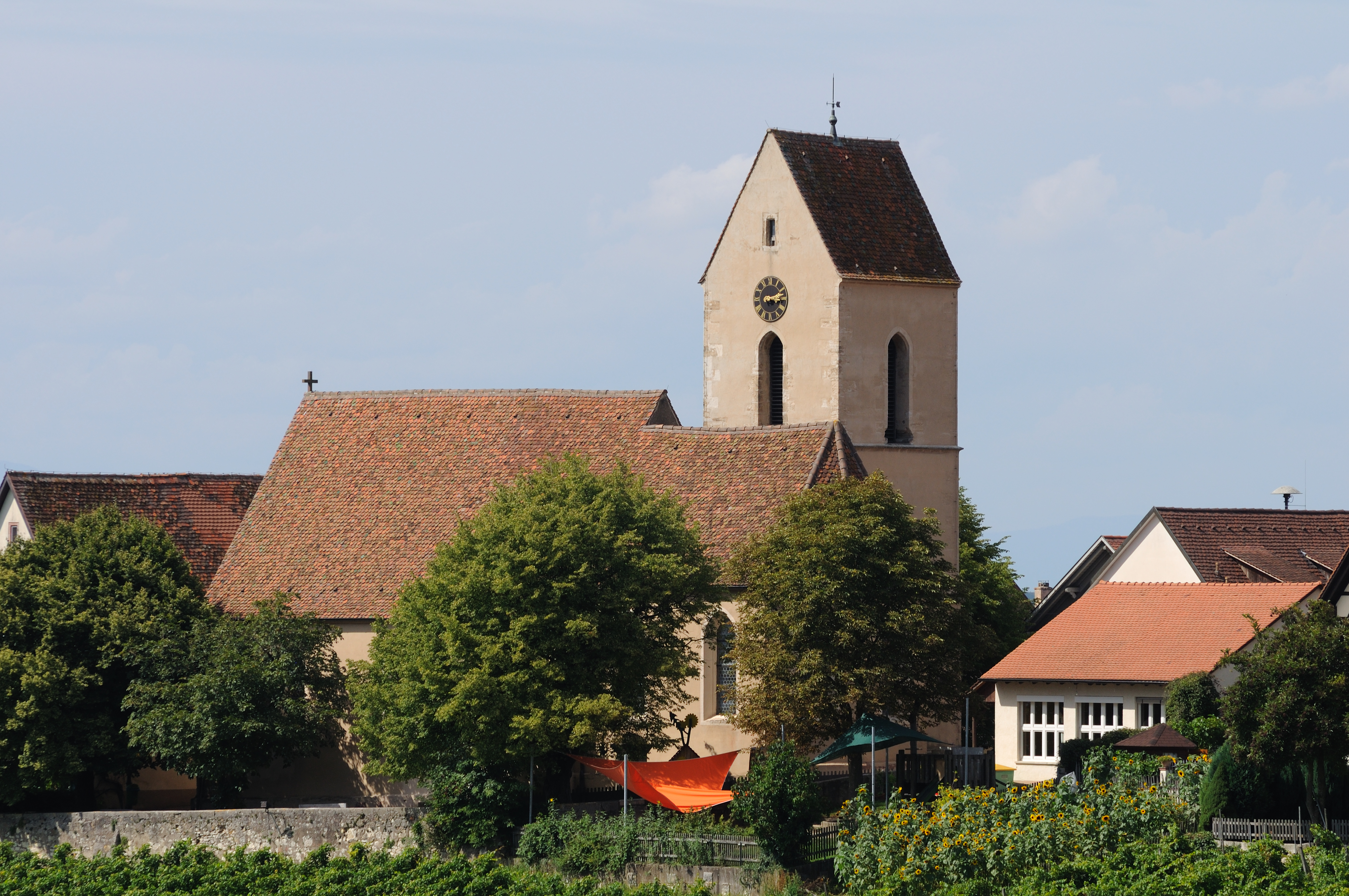
St. Gallus

St. Gallus in Ötlingen ist eine dem Heiligen Gallus geweihte evangelische Kirche. Die Kirche steht im Dorfkern, etwas nach Süden von der Dorfstraße zurückgesetzt. Die Kirche dient der kleinen, etwa 500 Mitglieder umfassenden, evangelischen Gemeinde in Ötlingen für Gottesdienste.

## Baugeschichte
Die erste alemannische Saalkirche in Ötlingen war ebenfalls schon dem heiligen Gallus geweiht. Ihre erhaltenen Fundamente gehen auf das Jahr um 800 zurück. Die erste frühgotische Kirche mit Turm wurde erstmals 1275 urkundlich erwähnt. Von dieser Kirche sind Freskenreste an der Nordwand aus dem 14. Jahrhundert erhalten. Nach den Zerstörungen des Basler Erdbebens 1356 wurde 1410 die Kirche nach Norden und Osten erweitert. Ihre heutige Gestalt geht im Wesentlichen auf diese von Markgraf Rudolf III. veranlassten Veränderungen zurück. Aus dieser Zeit stammt auch das Tabernakel mit den Wächtern am Grab Jesu und dem „Engel des Brotes“; auch die Fenstereinfassungen wurden verziert.
1556 trat das Dorf Ötlingen der Reformation bei und ist – wie der überwiegende Teil des Markgräflerlandes – evangelisch. Von da an betreute der Ötlinger Pfarrer auch Haltingen und seine Filialen. Die Baulast für Kirche und das Pfarrhaus lag bei der geistlichen Verwaltung in Rötteln. Die Jahreszahl 1597 am Weihekreuz im Chorraum erinnert an die Renovierung der Kirche. Im Jahr 1755 wurde die heute noch erhaltene Eck-Empore eingebaut; ihre Vorgängerin wurde bereits 1730 erwähnt. Während des Dreißigjährigen Krieges und der Schlacht bei Friedlingen erlitt die Kirche starke Beschädigungen und erhielt nach dem Wiederaufbau 1768–1770 eine neue Orgel. 1897 erwirbt die Gemeinde eine Merklin-Orgel, die inzwischen unter Denkmalschutz steht.
In den Jahren 1982/83 wurden an der Galluskirche umfangreiche Renovierungsarbeiten getätigt. Dabei legte man die Fresken wieder frei, konnte sie aber aus finanziellen Gründen und aus Gründen des Denkmalschutzes nicht restaurieren. Die Türe nach Süden wurde wieder geöffnet und die Verzierungen rekonstruiert. Die Glasfenster über dem Taufstein wurden neu eingesetzt.

## Beschreibung

### Außenbau
Die Galluskirche im Dorf von Ötlingen steht am Rande der südlich von ihr beginnenden Weinanbaugebiete. Über ein kleines Plateau besteht eine weite Aussicht auf das Hügelland, den Tüllinger Berg und die Basler Bucht sowie das benachbarte Elsass möglich. Auf dem Kirchplatz befindet sich das Grabmal des im Ort verstorbenen Malers Hermann Daur. Nördlich der Kirche befindet sich das Rathaus, gegenüber dem Eingangsportal im Westen das Pfarrhaus.
Die schlichte Saalkirche mit spitzwinkligem Satteldach ist geostet, ihr Chorbereich wird von einem geringfügig niedrigeren Satteldach abgeschlossen. An der Nordseite des Chors steht ein dreigeschossiger Glockenturm. Nach allen Seiten des Turms sind Schallarkaden ausgerichtet, zur Süd- und Nordseite trägt er eine Uhr. Auf dem Dachfirst ist eine kleine Turmkugel, ein Windrichtungsgeber, eine Metallspitze sowie Blitzableiter angebracht.

### Ausstattung

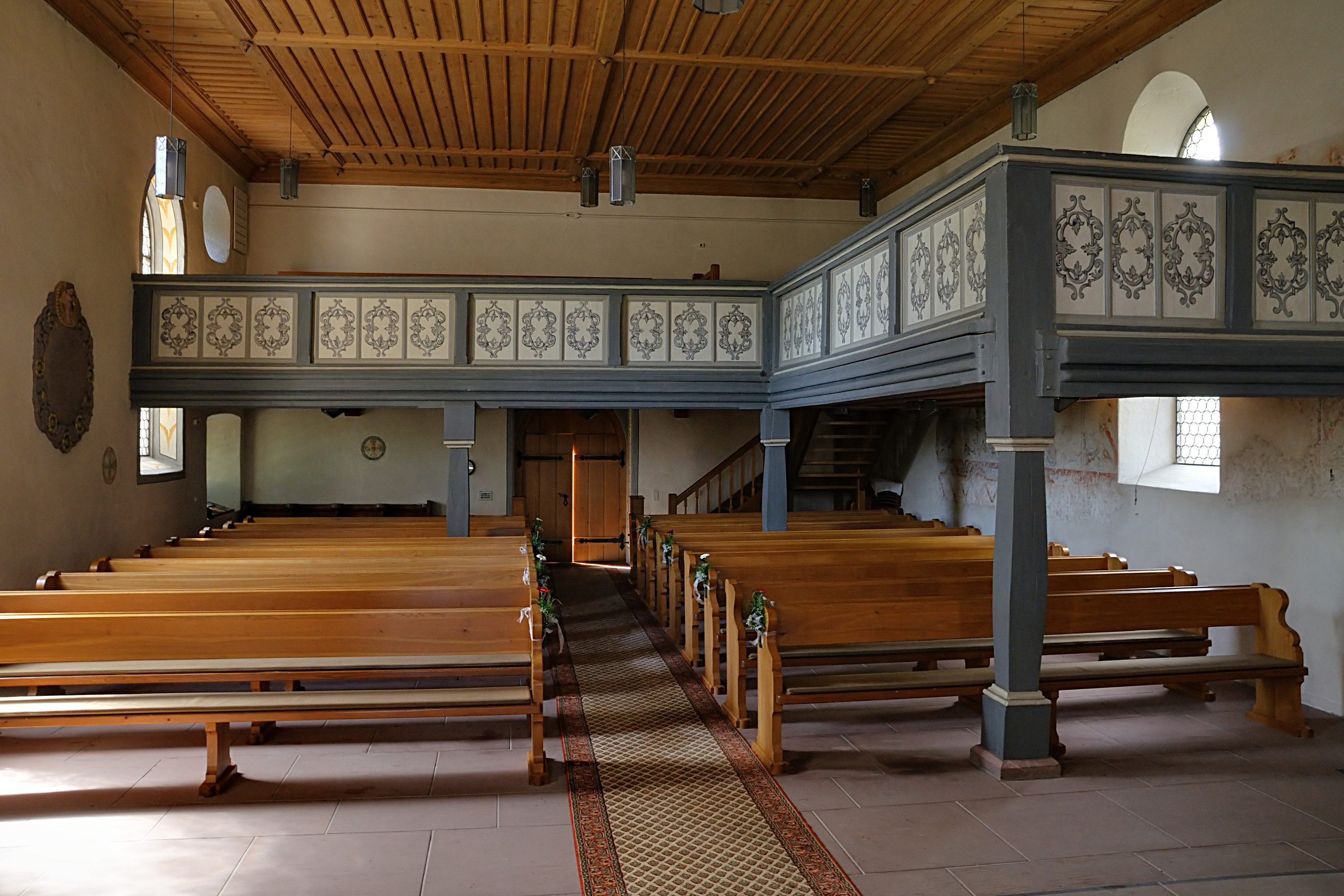
Blick ins Langhaus mit Empore

Im Inneren befindet sich über dem Westportal und der Nordwand eine Eck-Empore aus Holz, auf der weitere Sitzplätze für Besucher des Gottesdienstes angebracht sind. Die teilweise mit Ornamenten bemalte Empore ist zweifarbig in weiß und hellgrau gehalten. Auf Höhe der Empore ist ein Bilderzyklus von der Missionstätigkeit des Heiligen Gallus und seinen Gefährten zu sehen.
Das Langhaus und der Chor sind über einen Triumphbogen erreichbar. Links vor dem Bogen befindet sich ein Taufstein, rechts eine Holz-Kanzel mit Schalldeckel. Im Chor steht ein kleiner Holzaltar, dahinter befindet sich die Orgel. Über der nördlichen Tür zeigt die Darstellung die legendäre Begegnung mit dem Bären, die zur Gründung St. Gallens geführt haben soll. An der Wand zum Turm hin ist der Apostel Johannes dargestellt. Bemerkenswert ist das Heilige Grab mit Sakramentschrein mit einem in die Wand eingelassenen Sarkophag. Auf der Stirnseite des Sarkophags kauern zwei schlafende Wächter. Darüber umrahmt ein Kielbogen. Das Bogenfeld enthält den Schrein und zwei seitliche Zwickel, in denen zwei Engel zu sehen sind.
Im Zuge der Renovierung Anfang der 1980er Jahre wurde über dem Taufstein ein Glasfenster von Valentin Feuerstein eingesetzt. Das Fenster ist dreigeteilt zeigt im unteren Bereich den Noahbund mit der Zusage „Die Erde bleibt erhalten.“, im mittleren den Mosebund mit dem brennenden Dornbusch und Gottes Zusage „Ich werde da sein.“ und im oberen, bogenförmigen Abschluss den Neuen Bund, in dem Jesus Christus mit erhobenem Abendmahlskelch die Zusage „Für euch gegeben.“ macht. Die Zusage wird mit dem Kreuz und der Auferstehung begründet.

### Glocken und Orgel
- Das vierstimmige Glockengeläut besteht aus folgenden Kirchenglocken:

| Glocke | Schlagton | Gussjahr | Gießer                             | Material |
| ------ | --------- | -------- | ---------------------------------- | -------- |
| 1      | es′       | 1963     | Glockengießerei Bachert, Karlsruhe | Bronze   |
| 2      | g′        | 1951     | Bochumer Verein                    | Stahl    |
| 3      | b′        | 1951     | Bochumer Verein                    | Stahl    |
| 4      | c′′       | 1698     | Hans Heinrich Weitenauer, Basel    | Bronze   |
- Die unter Denkmalschutz stehende Orgel wurde 1895 von August Merklin in Freiburg erbaut und 1961 durch Peter Vier renoviert und verändert.[2][3] Das im Chor befindliche Instrument hat zwei Manuale, Pedal und zwölf Register und ist mit mechanischer Spiel- und Registertraktur ausgestattet. Im Jahr 2007 wurde das Instrument von der Manufaktur Waldkircher Orgelbau Jäger & Brommer restauriert und auf die ursprüngliche Disposition zurückgeführt.

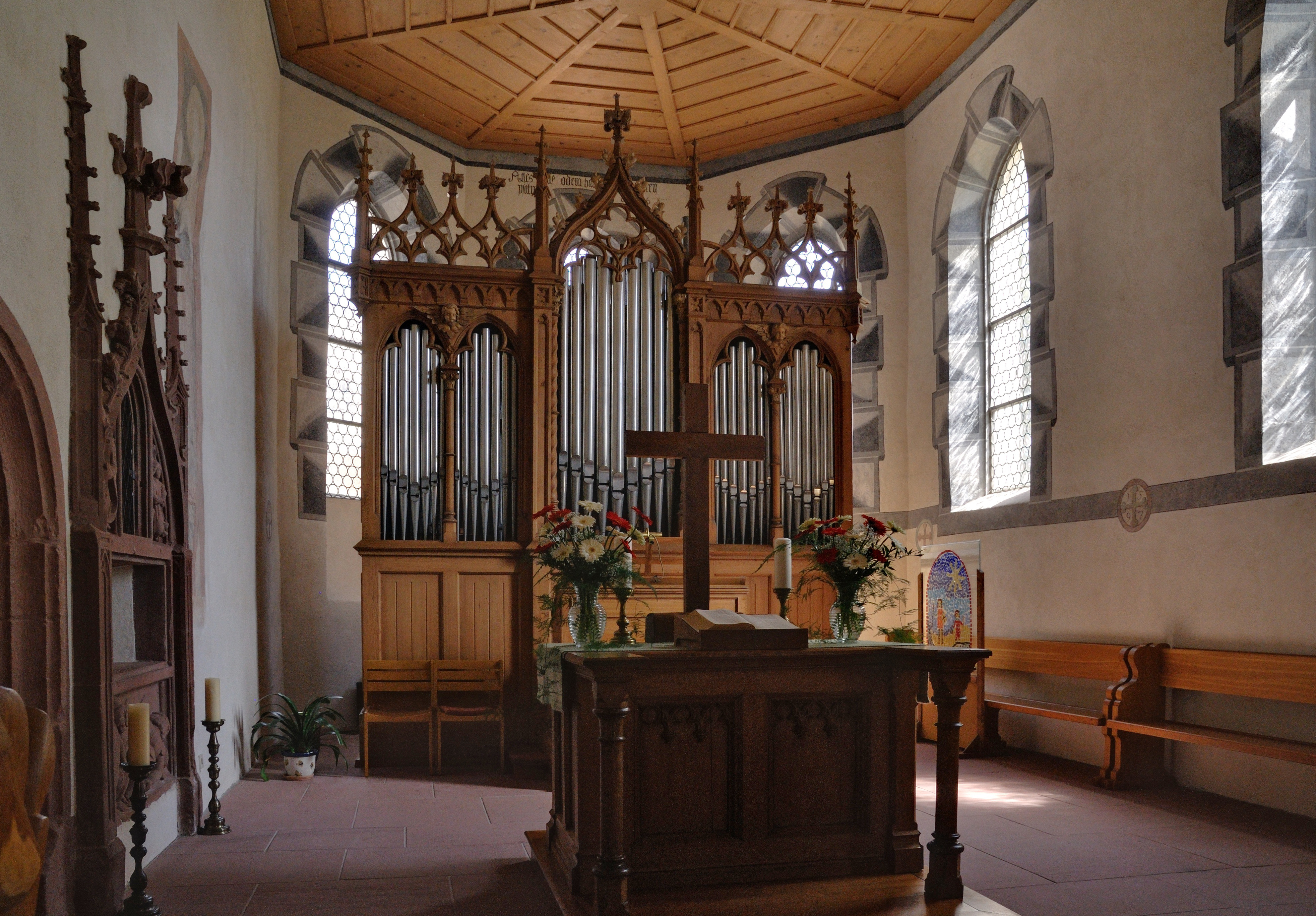
Chor mit Orgel

Die Orgel hat folgende Disposition:
| I Hauptwerk C–f3 |           |       |
| 1.               | Bourdon   | 16′   |
| 2.               | Principal | 8′    |
| 3.               | Flöte     | 8′    |
| 4.               | Gamba     | 8′    |
| 5.               | Oktav     | 4′    |
| 6.               | Mixtur    | 2 ⁄3′ |

| II Positiv C–f3 |            |    |
| 7.              | Gedekt     | 8′ |
| 8.              | Salicional | 8′ |
| 9.              | Aeoline    | 4′ |
| 10.             | Rohrflöte  | 2′ |

| Pedal C–d1 |           |     |
| 11.        | Subbass   | 16′ |
| 12.        | Oktavbass | 8′  |